# Michal Švagerka
Michal Švagerka (* 14. ledna 1980 Hodonín) je český ekonom a politik, který se zabývá rozvojem podnikatelského prostředí a veřejnou správou. V letech 1999–2022 působil jako ředitel Okresní hospodářské komory v Hodoníně a od roku 2022 je uvolněným místostarostou města Dubňany.
V letech 2020–2024 byl místopředsedou Komise investiční a majetkové Jihomoravského kraje a členem Finančního výboru Jihomoravského kraje. V roce 2025 byl zvolen lídrem České pirátské strany v Jihomoravském kraji pro sněmovní volby v roce 2025.